# Karl Kling
Karl Kling (ur. 16 września 1910, zm. 18 marca 2003) – niemiecki kierowca wyścigowy formuły 1 w latach 1954–1955. Jeździł w bolidzie zespołów Daimler-Benz AG, skonstruowanym przez Mercedesa. Wystartował w 11 wyścigach Formuły 1, dwukrotnie stając na podium, lecz nigdy nie wygrywając.